# Гней Азиний
Гней Азиний (на латински: Gnaeus Asinius) от плебейската фамилия Азинии е виден римлянин по времето на император Клавдий.
Той е най-малкият син е на Гай Азиний Гал (консул 8 пр.н.е.) и съпругата му Випсания Агрипина, дъщеря на Марк Випсаний Агрипа. Тя е бивша съпруга на император Тиберий и умира през 20 г. По бащина линия той е внук на историка Гай Азиний Полион.
Баща му е осъден от Тиберий през 30 г. за предателство на смърт, получава damnatio memoriae и след три години умира в затвора от глад (33 г.).
Гней Азиний е най-малкият брат на:
- Гай Азиний Полион, консул през 23 г., обвинен от Валерия Месалина в заговор и убит през 45 г.
- Марк Азиний Агрипа, консул през 25 г., умира през 26 г.
- Азиний Салонин, умира през 22 г.
- Сервий Азиний Целер, суфектконсул 38 г.,
- Азиний Гал, суфектконсул през 27 и 33 г., през 46 г. е изпратен в изгнание заради заговор против Клавдий.

Полубрат е на Нерон Клавдий Друз, женен за Ливила.
Гней Азиний се споменава като патрон на град Поцуоли в Кампания.